# Le Verguier
Le Verguier ist eine französische Gemeinde mit 215 Einwohnern (Stand 1. Januar 2022) im Département Aisne in der Region Hauts-de-France (vor 2016 Picardie). Sie gehört zum Arrondissement Saint-Quentin, zum Kanton Saint-Quentin-1 und zum Gemeindeverband Pays du Vermandois.

## Geografie
Die Gemeinde Le Verguier liegt 13 Kilometer nordwestlich von Saint-Quentin. Nachbargemeinden von Le Verguier sind Villeret im Norden, Pontru im Osten und Südosten, Maissemy im Süden, Vendelles im Südwesten sowie Jeancourt im Westen.

## Geschichte
Wie viele andere Dörfer in der Umgebung wurde auch Le Verguier im Ersten Weltkrieg völlig zerstört.
Am 28. August 1914 erreichten deutsche Truppen den Ort, der von ihnen bis März 1917 gehalten wurde. Die Front befand sich zu diesem Zeitpunkt etwa zwanzig Kilometer westlich von Péronne. Die Deutschen beschlagnahmten die Häuser im Dorf zwecks Unterbringung der eigenen Truppen. Die Bewohner hatten nur Anspruch auf ein einziges Zimmer. Anordnungen der Kommandantur verpflichteten die Bevölkerung unter Androhung von Sanktionen, zu einem festen Termin Weizen, Eier, Milch, Fleisch und Gemüse zur Verpflegung der Frontsoldaten bereitzustellen.
Im Februar 1917 zogen sich die deutschen Truppen zurück.
Am 15. Februar wurden die Bewohner Le Verguiers in Viehwaggons mit der Eisenbahn nach Saint-Quentin und in besetzte Gebiete in Belgien evakuiert. Vor dem Abzug der deutschen Truppen im März 1917 wurden die Häuser geplündert und das Dorf systematisch zerstört. Die Gebäude wurden gesprengt und die Bäume auf der Höhe von einem Meter abgesägt.
Am 31. März 1917 wurde Le Verguiers nach harten Kämpfen von britischen Truppen eingenommen.

### Bevölkerungsentwicklung
| Jahr                       | 1962 | 1968 | 1975 | 1982 | 1990 | 1999 | 2006 | 2012 | 2022 |
| Einwohner                  | 261  | 256  | 218  | 204  | 225  | 230  | 231  | 216  | 215  |
| Quellen: Cassini und INSEE |      |      |      |      |      |      |      |      |      |

## Sehenswürdigkeiten

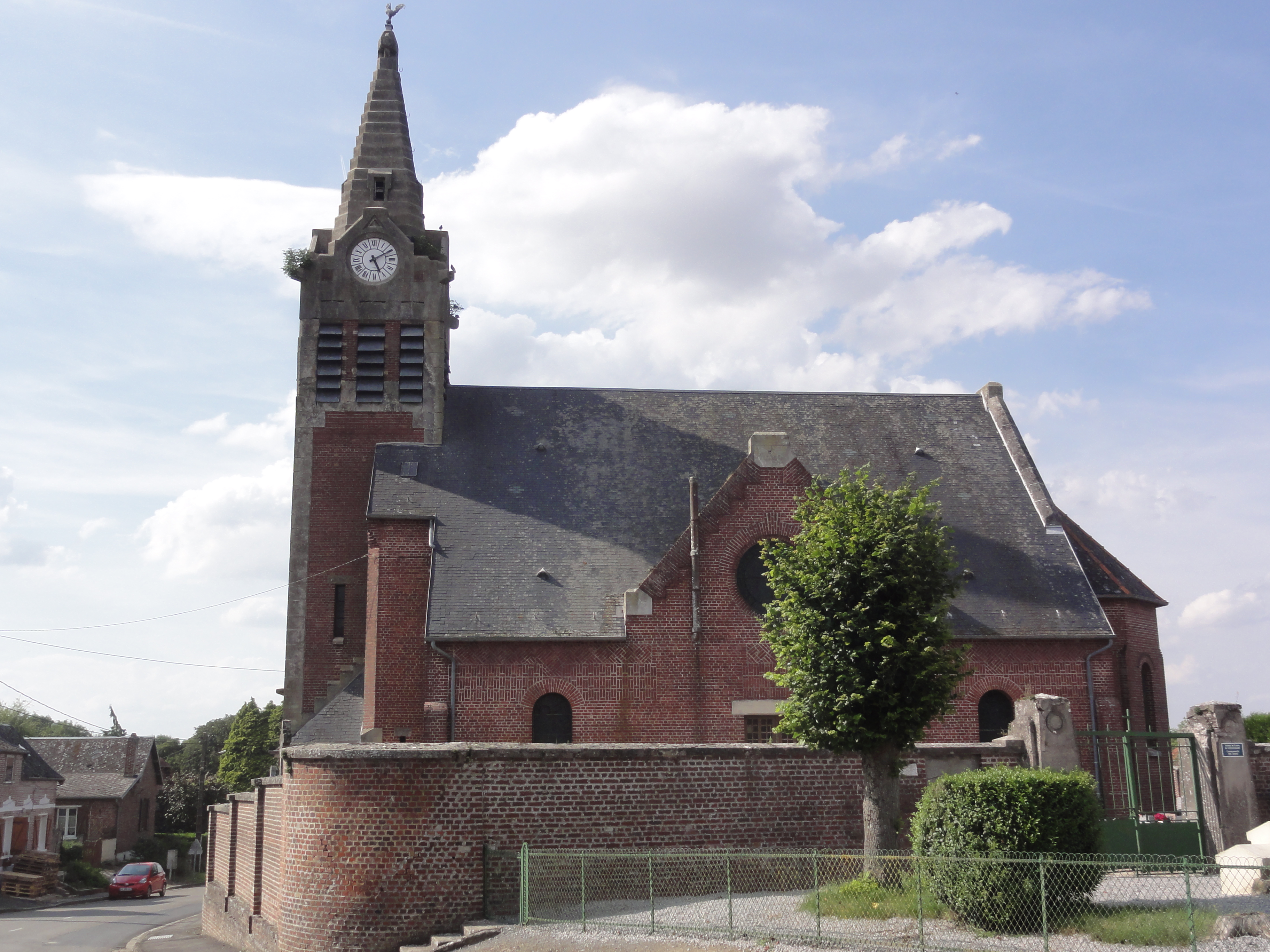
Kirche Notre-Dame
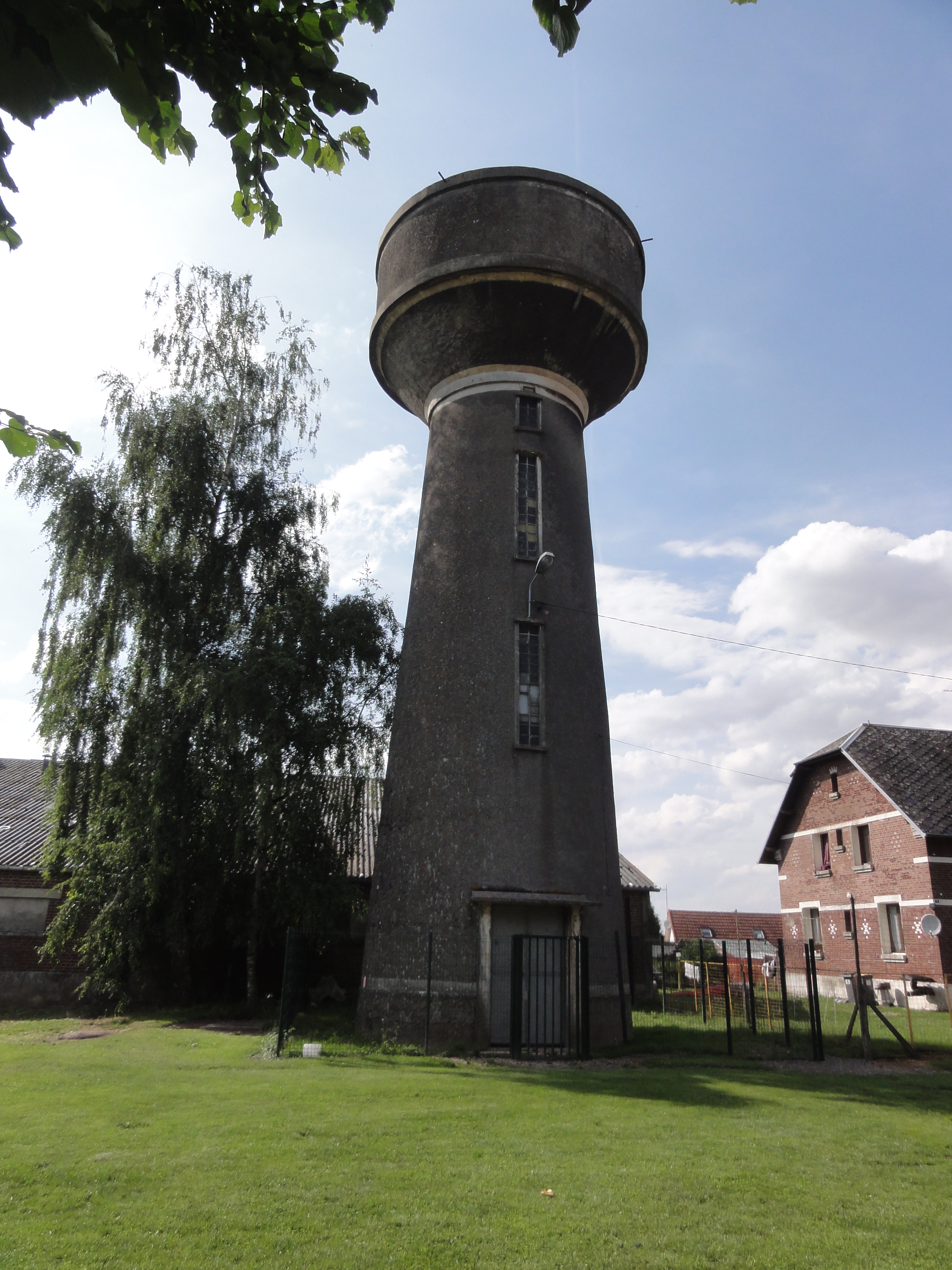
Wasserturm
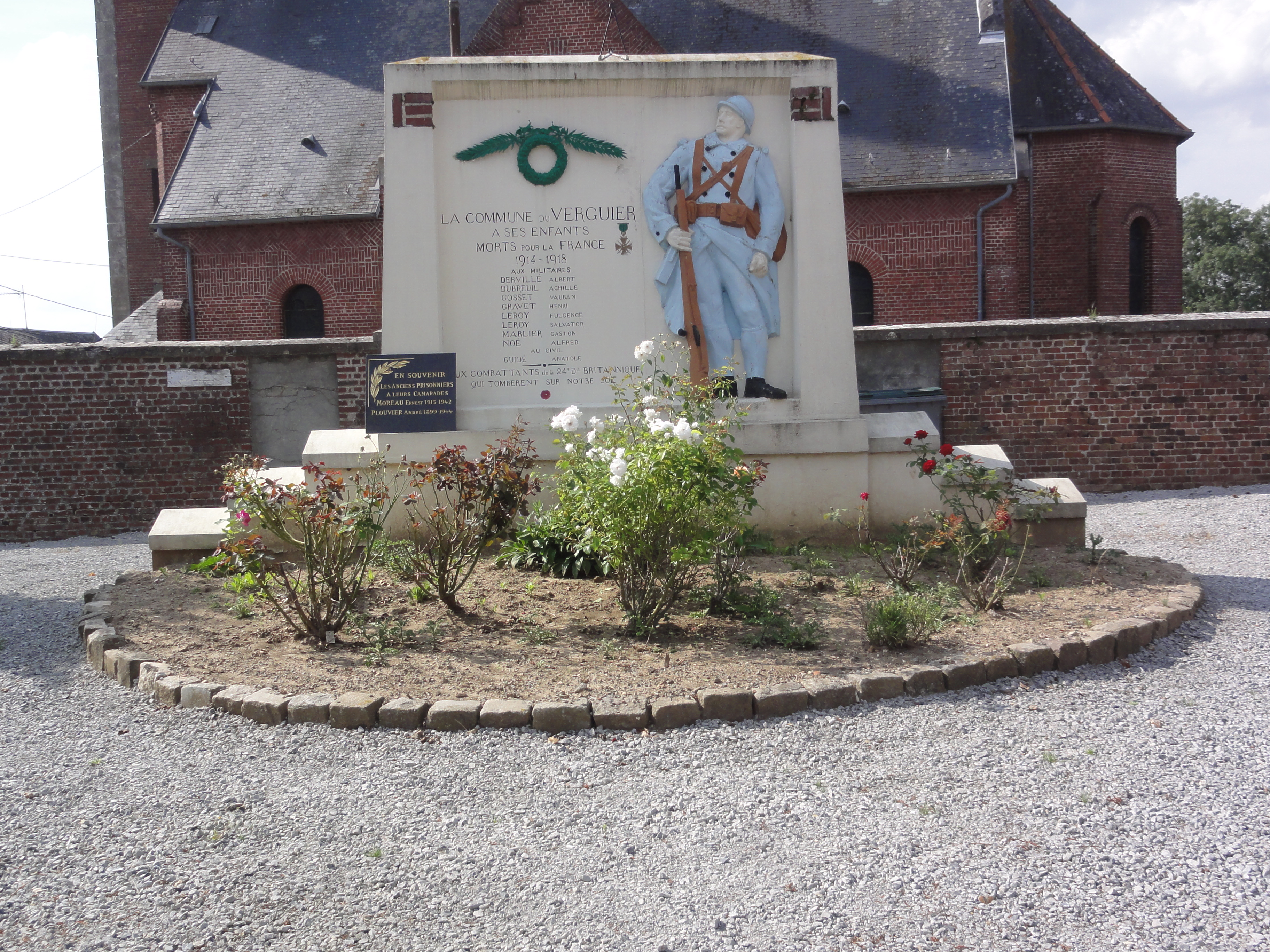
Gefallenendenkmal

- Kirche Notre-Dame
- Wasserturm
- Gefallenendenkmal